# Кларк, Джеймс (богослов и филолог)
Джеймс Кларк (англ. James Clark; 1836—1895) — английский богослов и филолог.
Учился в Лондоне. В 1866 г. защитил в Геттингенском университете докторскую диссертацию «Этапы развития языков вообще и английского языка в частности» (англ. The Epochs Of Language In General And Of The English Tongue Especially), направленную против теорий Макса Мюллера и Бенлева. Составил также «Сравнительную грамматику арийских и неарийских языков» (англ. Aryan and extraaryan comparative grammar).
В области богословия опубликовал брошюру «The Spurious ethics of the skeptical philosophy» (1860) — полемический ответ на «Логику жизни» идеолога отделения церкви от государства Джорджа Холиока. За ней последовали трактаты «The Church as Established in Its Relations with Dissent» (1866) и «What is Christian moral science or the Nature of Christian ethics» (1878).